# King of the Damned
King of the Damned ist ein britisches Filmdrama aus dem Jahre 1935 von Walter Forde mit Conrad Veidt in der Hauptrolle. An seiner Seite konnte man den Hollywood-Veteranen Noah Beery senior sehen.

## Handlung
Irgendwo auf einer spanischsprachigen Karibikinsel namens Santa Maria, die an der realen französischen Gefängnisinsel Teufelsinsel angelehnt ist. Hier regiert mit harter Hand Kommandant Fernandez über die Häftlinge, die ein karges und von schwerer Arbeit unter tropischer Hitze geprägtes Dasein fristen. Während der Kommandant schwerkrank darniederliegt, hat sein despotischer Stellvertreter das Ruder übernommen und schikaniert die namenlosen, zum Teil wie die Fliegen sterbenden Gefangenen derart, dass sich einige von ihnen zusammenrotten und einen Aufstand planen. Anführen soll sie der Intelligenteste und Gebildetste unter ihnen, der nur als „Häftling Nr. 83“ geführt wird. Er ist der „König der Verdammten“ und wird bald diesem Ruf auch gerecht. Dann stirbt Kommandant Fernandez, und sein Stellvertreter wird zum schrecklichen Alleinherrscher.
Der erste Versuch, die Despotie mit einem Aufstand zu beenden, schlägt fehl, aber als einer der Mitgefangenen hingerichtet werden soll, unternehmen die Häftlinge einen zweiten Versuch, der diesmal von Erfolg gekrönt ist. Häftling Nr. 83, in den sich zwischenzeitlich die zu Besuch auf Santa Maria weilende Tochter des verstorbenen Kommandanten, Anna Fernandez, verliebt hat, lehnt Rache an den Schindern ab und will vielmehr fortan den Behörden beweisen, dass man auch mit Menschlichkeit und Anstand eine Strafkolonie führen kann, ohne die Häftlinge brechen oder auch nur demütigen zu wollen. Doch die staatlichen Stellen haben längst Gegenmaßnahmen getroffen und einen Kreuzer zur entlegenen Häftlingsinsel entsandt. Infolgedessen kommt es zu heftigen Kämpfen, ehe endlich die Vernunft und der Humanismus siegt und den Anführern der Revolte ein fairer Prozess zugesichert wird.

## Produktionsnotizen
King of the Damned entstand kurz nachdem Conrad Veidt The Passing of the Third Floor Back gedreht hatte und wurde am Heiligabend 1935 im Rahmen einer Interessentenvorführung erstmals öffentlich vorgestellt. Massenstart war am 30. März 1936. In Deutschland war der Film nicht zu sehen. 
O. F. Werndorff entwarf die Filmbauten, Elsa Schiaparelli die Kostüme. Louis Levy hatte die musikalische Leitung.

## Kritiken
In Film Weekly war folgendes zu lesen: “Die rohe Kraft dieses Dramas belegt einmal mehr die Verbesserung britischer Produktionsmethoden des vergangenen Jahres. Die Macher des Films haben sich die schwierige Aufgabe gestellt, eine von Dschungel und Sümpfen umgebene Sträflingskolonie irgendwohin der Karibik darzustellen und sie haben dies erstaunlich gut bewältigt. Die Szenerie und die Atmosphäre sind überzeugend getroffen. Die schmutzigen Hütten, die steinernen Befestigungsanlagen und die wuchernde Vegetation suggerieren tatsächlich eine reale Kulisse. (…) Höhepunkt des Films sind die spektakulären Massenszenen. Selten hat man beeindruckender und aufregendere Szenen dieser Art in einem britischen Film zu sehen bekommen.”

„[Der Film] übertreibt es derart mit der Düsterkeit, dass er dadurch sein Ziel konterkariert.“

Halliwell‘s Film Guide fand, der Film sei ein „geradezu eigenartiges Projekt für ein britisches Filmstudio jener Zeit, aber technisch sehr kompetent für diejenige, die derlei mögen.“